# Damen-Basketball-Bundesligen
Damen-Basketball-Bundesligen (DBBL) är Tysklands högstadivision i dambasket. Tyska mästerskap i dambasket har spelats sedan 1947. Den 21 juni 2001 bröts ligan ur tyska basketförbundet, och då bildades Damen-Basketball-Bundesligen GmbH, som organiserar Tysklands högsta och nästa högsta division i dambasket.
Vissa topplag nådde under 1980- och 90-talen internationella framgångar, som då BTV 1846 Wuppertal vann Europacupen 1996 och då DJK Agon 08 Düsseldorf gick till 1983 och 1986.

### Fotnoter
1. ↑  Lista över tyska mästare Arkiverad 29 oktober 2013 hämtat från the Wayback Machine. på tyska basketförbundet (tyska)
2. ↑  DBBL:s historia Arkiverad 29 oktober 2013 hämtat från the Wayback Machine. (tyska)
3. ↑  List of finals på the-sports.org